# Miroslav Duch
Miroslav „Mirek“ Duch (* 13. November 1979 in Náchod) ist ein tschechischer Skibergsteiger.
Duch begann 2002 mit dem Skibergsteigen und nahm im selben Jahr erstmals an einem Wettkampf in dieser Sportart teil. Er ist Mitglied im AKLVK Alpine PRO Ski Trab Team und gehört seit 2004 zum tschechischen Nationalkader.

## Erfolge (Auswahl)
- 2004: 9. Platz bei der Weltmeisterschaft Skibergsteigen Staffel mit Jaroslav Bánský, Tomáš Němec und Michal Němec

- 2005:
  - 1. Platz Tschechische Meisterschaft Vertical Race
  - 1. Platz Tschechien-Cup Skibergsteigen
  - 9. Platz bei der Europameisterschaft Skibergsteigen Staffel mit Michal Štantejský, Michal Němec und Marcel Svoboda

- 2006:
  - 1. Platz Tschechische Meisterschaft Vertical Race
  - 10. Platz bei der Weltmeisterschaft Skibergsteigen Staffel mit Jaroslav Bánský, Marcel Svoboda und Michal Němec